# 2426 Simonov
A 2426 Simonov (ideiglenes jelöléssel 1976 KV) a Naprendszer kisbolygóövében található aszteroida. Nyikolaj Sztyepanovics Csernih fedezte fel 1976. május 26-án.